# Conspiracy (Band)
Conspiracy war eine in den 1990er Jahren aus der Zusammenarbeit des Yes-Bassisten Chris Squire und des Sängers/Songwriters/Musikers Billy Sherwood hervorgegangene britisch-amerikanische Rock- und Progressive-Rock-Band, deren neuestes Projekt unter dem Namen Psy-Op geführt wird.

## Geschichte

### Vorgeschichte, frühe Zusammenarbeit, Gründung
Die Geschichte der Band Conspiracy ist insofern ungewöhnlich, als die beiden Hauptbeteiligten, Chris Squire und Billy Sherwood, bereits über zehn Jahre zusammengearbeitet hatten, bevor sie ihr Projekt offiziell ins Leben riefen.
Als Yes (Chris Squire, Trevor Rabin, Alan White und Tony Kaye) sich 1989 zu den Aufnahmen des Nachfolgealbums zu Big Generator wieder zusammenfanden, standen sie vor dem Problem, einen Sänger für ihr neues Projekt finden zu müssen: Jon Anderson hatte die Band frustriert verlassen, weil Rabin mehr und mehr die Leitung der Gruppe an sich gezogen hatte. Sie arbeiteten eine Weile mit Roger Hodgson (ehem. Supertramp) zusammen, bis Squire auf den Sänger und Multiinstrumentalisten Billy Sherwood von der Band World Trade aufmerksam wurde. Die beiden schrieben erste Songs miteinander, darunter The more we live - Let go, das auf dem nächsten Yes-Album Union (1991) landen sollte. Als sich dann aber die Fusion von Yes mit der Konkurrenzband Anderson, Bruford, Wakeman, Howe abzeichnete, war es nicht mehr nötig, einer Ersatz für den Sänger zu finden, Squire und Sherwood blieben aber in Kontakt.
Nach dem Ende der Union-Tour, im August 1992, gab Squire einige Konzerte in Kalifornien mit seiner neuen Band "The Chris Squire Experiment". Mitglieder waren unter anderem der Yes-Schlagzeuger Alan White und Billy Sherwood. Das "Experiment" spielte Songs von Union und einige neue Stücke, die in Zusammenarbeit Squires mit Sherwood entstanden waren. Die Set-Liste für das Konzert vom 25. August 1992 in San Jose, Kalifornien, lautete: "Open Your Eyes" (später auf dem gleichnamigen Yes-Album, 1997), "The Lonesome Trail", "You're the Reason", "One World Going Round", "Days of Wonder", "Follow Our Dreams". Bisweilen wurde auch der Yes-Klassiker "Long Distance Runaround" (vom Album „Fragile“) gespielt.
Die Zusammenarbeit der Musiker gestaltete sich sehr angenehm, und Squire engagierte Sherwood als Gastmusiker für Yes' Talk-Tour (18. Juni 1994 – 11. Oktober 1994 (76 Shows)). 1996 und 1997 produzierte Sherwood die Studiotracks der beiden Yes-Alben Keys to Ascension und Keys to Ascension 2, bevor er von 1997 bis 2000 festes Bandmitglied wurde.
In den neunziger Jahren war dann ein erstes Album der beiden Musiker unter dem Titel Chemistry angekündigt, das aber nie erschien. Zu diesem Zeitpunkt wollten Yes auf Tour gehen, doch ihre Plattenfirma bestand darauf, dass die Band zunächst neues Material liefern sollte. Da jedoch kaum etwas vorhanden war, entschloss man sich, ähnlich wie bei 90125, das zu dieser Zeit gerade im Entstehen begriffene Squire/Sherwood-Album Chemistry zu einem Yes-Album umzufunktionieren. Squire, Sherwood und White begannen daraufhin, so schnell wie möglich ein präsentables Album zu erarbeiten, Sänger Anderson und Gitarrist Steve Howe stießen erst gegen Ende der Arbeiten zu dem Projekt. Es erschien 1997 als Yes-Album unter dem Titel Open Your Eyes.
Im Jahr 2000 erschien das erste Album der beiden Musiker unter dem Titel Conspiracy.

### Conspiracy
Conspiracy ist eigentlich ein Projekt, das von Squire und Sherwood seit 2000 eher lose betrieben wurde. Das erste Album ist eine Kompilation, es enthielt Stücke, die 1989 für Yes geschrieben wurden, Stücke, die vom "Chris Squire Experiment" gespielt wurden und Songs, die im Vorlauf von Open Your Eyes entstanden waren. Erst nach dem Erscheinen des Debüts fand sich eine stabile Besetzung um Squire, Sherwood, Jay Schellen (Schlagzeug) und Sherwoods Bruder Michael (Keyboard, Gesang) zusammen, die bisweilen durch Gastmusiker erweitert wurde.
Mit The Unknown erschien 2003 das erste "echte" Album der neuen Band. Beteiligt waren nun neben Squire, den Sherwood-Brüdern und Schellen Jimmy Haun vom "Chris Squire Experiment" und der damalige Yes-Manager Jordan Berliant. The Unknown ist ein loses Konzeptalbum, viele der Stücke drehen sich um die Anschläge vom 11. September 2001 in New York und Washington, D.C.
2004 bildeten Squire, die Sherwood-Brüder und Schellen mit dem Keyboarder Scott Walten eine Liveband, eine geplante Tour musste jedoch kurzfristig abgesagt werden. Stattdessen wurde eine Live-DVD namens Conspiracy Live (2006) veröffentlicht. Die Setliste beinhaltete neben Conspiracy-Songs auch Material von Open Your Eyes und von Squires Soloalbum Fish Out of Water (1975).
Die Arbeiten an einem dritten Studioalbum verlangsamten sich, als Squire 2005 aus den U. S. A. nach London zog und später die Band ganz verließ. Billy Sherwood, seit 2006 mit anderen Yes-Musikern auch im Projekt Circa: engagiert, führt Conspiracy aber alleine weiter, für ein neues Album, das voraussichtlich auch zwei von Sherwoods Band World Trade nicht verwendete Stücke enthalten wird, sind u. a. Gastauftritte der ehemaligen Yes-Musiker Tony Kaye und Peter Banks und des Gitarristen Gary Green (ehemals Gentle Giant) angekündigt. Dieses neue Projekt wird mittlerweile unter dem Arbeitstitel Psy-Op geführt. Billy Sherwood hat in einem Interview Ende 2007 bekanntgegeben, dass es keine weiteren Conspiracy-Alben geben wird. Die Entfernung zwischen England (Squire) und den USA (Sherwood) sei zu groß, um eine dauerhafte Zusammenarbeit aufrechtzuerhalten.

## Stil
Der Conspiracy-Stil bewegt sich im Bereich zwischen Progressive Rock und amerikanisch orientiertem Melodic-Rock. Die Stücke der Band sind zwischen drei und zwölf Minuten lang, unabhängig von der Dauer überwiegen aber die AOR-Elemente, so dass auch längere Stücke nicht eindeutig dem Progressive Rock zugeordnet werden können (obwohl sogenannte „Epics“ als typisch für dieses Genre gelten). Die Progressive-Rock-Elemente werden stattdessen punktuell und sparsam eingesetzt. Charakteristisch sind auch die kraftvoll produzierten mehrstimmigen Vokalarrangements.
Dieser Stil ist typisch für die Arbeiten Billy Sherwoods, er findet sich in ganz ähnlicher Weise auf seinen Soloalben und Alben seiner Bands wie World Trade und Circa:. Demnach ist Sherwood maßgeblich für die Kompositionen und die Klanggestalt der Conspiracy-Alben verantwortlich. Der Unterschied zu den anderen Projekten besteht vorwiegend in der für Squire charakteristischen melodiösen Bassarbeit.
Dabei wirkt das erste Album weniger einheitlich als The Unknown, was seiner Eigenschaft als Kompilation von Songs, die über eine Periode von 10 Jahren hinweg entstanden sind, geschuldet ist. Zudem stehen hier die von Squire eingebrachten Elemente noch stärker im Vordergrund: Sein Gesang ist hier öfter alleine zu hören als auf dem Nachfolgealbum und auch sein Bassspiel ist bei vielen Stücken deutlicher in den Vordergrund gemischt. Das zweite Album, das in kontinuierlicher Zusammenarbeit aller beteiligten Musiker entstanden ist, ist demgemäß einheitlicher, allerdings tritt Squires Anteil dadurch gegenüber dem Debüt etwas in den Hintergrund.
Conspiracys Stil ähnelt den der unter Sherwoods Beteiligung entstandenen Yes-Alben und -Songs, besonders dem als Conspiracy-Album begonnenen Open Your Eyes, darunter vor allem den Songs Man on the Moon und Open Your Eyes, dem Song Finally von The Ladder (1999) und den Songs The More We Live - Let go und Love Conquers All aus dem Umkreis des Albums Union.

## Diskografie mit Bezug auf Yes und beteiligte Musiker
Das erste Album versammelte Stücke, die über die Jahre in Zusammenarbeit mit unterschiedlichen Musikern entstanden waren. Von einer festen Bandbesetzung konnte zu dieser zeit nicht die Rede sein.

### Squire/Sherwood:Conspiracy
1. Days of Wonder (4:59)
2. Light in My Life (4:01)
3. Violet Purple Rose (4:58)
4. No Rhyme (4:54)
5. Lonesome Trail (6:36)
6. The More We Live (4:46)
7. Love Conquers All (4:51)
8. You're the Reason (5:08)
9. Watching the World (5:20)
10. Red Light Ahead (6:46)
11. Wish I Knew (4:57)
12. Man on the Moon (3:32)
13. Say Goodbye (6:07)

Musiker:
Chris Squire: Gesang (1, 2, 4, 5, 9, 10), Background-Gesang (3, 6-8), Bass (1-10), Akustikgitarre (10)
Billy Sherwood: Gesang (3, 6-8), Background-Gesang (1, 2, 4, 5, 9), Gitarre (1, 2, 4-10), Keyboards (1-10), Schlagzeug (4, 6, 10), Percussion (1-10)
mit
Jay Schellen: Schlagzeug (1, 8, 9), Tom Toms (4)
Mark T. Williams: Schlagzeug (2)
Steve Stevens: Gitarre (3)
Michael Bland: Schlagzeug (3)
Alan White: Schlagzeug (5, 7), Keyboards (5)
Jimi Haun: Gitarre (7)
Anmerkungen
- Days of Wonder, Lonesome Trail und You're the Reason stammen aus den Tagen des "Chris Squire Experiment"

- Light in My Life stammt von den Chemistry-Sessions

- The More We Live findet sich in einer anderen Version auf dem Yes-Album Union.

- Love Conquers All ist ein Stück, das für das Yes-Album Union vorgesehen war, aber nicht verwendet wurde. Es erschien später auf der Compilation YesYears.

- Auch Say Goodbye war für Union vorgesehen, es wurde dann aber von Sherwoods Band World Trade auf deren zweitem Album Euphoria verwendet.

- Wish I Knew und Man on the Moon wurden auf dem Yes-Album Open Your Eyes verwendet (ersteres unter dem Titel Open Your Eyes)

### Conspiracy:The Unknown
1. Conspiracy (B. Sherwood/Squire) (5:05)
2. Confess (B. Sherwood/Squire) (4:37)
3. New World (B. Sherwood/Squire) (7:22)
4. 1/2 a World Away (B. Sherwood/Squire) (5:48)
5. There is No End (B. Sherwood/Squire) (5:15)
6. The Wheel (B. Sherwood/Squire) (5:27)
7. Premonitions (B. Sherwood/Squire) (4:10)
8. The Unknown (B. Sherwood/Squire/Haun/M. Sherwood) (11:21)
9. I Could (B. Sherwood/Squire) (4:22)

Musiker:
Chris Squire: Bass, Gesang
Billy Sherwood: Gitarre, Keyboards, Gesang
Jay Schellen: Schlagzeug, Percussion
Jimi Haun: Gitarre (8)
Jordan Berliant: Gitarre (4)
Michael Sherwood: Keyboards (3, 8)
Anmerkungen
- "I Could" ist eine alternative Fassung des Stückes "Finally" vom Yes-Album The Ladder (1999).

- Das Cover stammt von Bob Cesca, der auch für die Gestaltung des Yes-Albums Magnification verantwortlich war

### Conspiracy:Conspiracy Live
Musiker
Chris Squire: Bass, Gesang
Billy Sherwood: Gitarre, Keyboards, Gesang
Jay Schellen: Schlagzeug
Michael Sherwood: Keyboard, Gesang
Scott Walton: Keyboards